# Park Kasai Rinkai
Park Kasai Rinkai (jap. 葛西臨海公園 Kasai Rinkai Kōen) – park utworzony na osuszonej, niewielkiej części Zatoki Tokijskiej, należący obecnie do dzielnicy Edogawa, w Tokio, w Japonii.
Na terenie parku znajduje się oceanarium, diabelski młyn, rezerwat ptactwa, dwie sztuczne wyspy, wieża widokowa i hotel.

## Historia
Rejon wokół Kasai był w okresie Edo znany przede wszystkim z rybołówstwa. Jedne z najlepszych jadalnych glonów pochodziły właśnie stąd. Oprócz tradycyjnych technik połowów, czyli korzystania z sieci, praktykowano także zaganianie ryb do wąskich korytarzy i wybieranie ich w czasie odpływu.
W 1917 r. ponad 200 mieszkańców zginęło z powodu tajfunu. Aby zapobiec podobnym tragediom, w okresie Shōwa zbudowano tam betonowe wały chroniące przed falami. Po dwóch tajfunach w latach 1947 i 1949 zostały one dodatkowo wzmocnione. Wały te utrudniały jednak połów ryb w Zatoce Tokijskiej. Ponadto, zanieczyszczenie wód doprowadziło do zmniejszenia ilości ryb w zatoce. Te niesprzyjające czynniki spowodowały zamknięcie ostatniej w okolicy firmy zajmującej się połowem. Teren stał się nieprzyjazny nie tylko dla rybaków, ale także nie sprzyjał jakiemukolwiek rozwojowi gospodarczemu, czy urbanizacji. Okolica zamieniła się w pustkowie, zanieczyszczone w wyniku japońskiej modernizacji.
W latach 60. XX w. stało się oczywiste, że jest to problem, który należy rozwiązać. Wysunięto tezę o konieczności ochrony i rekonstrukcji ekosystemu Zatoki Tokijskiej. Kasai było idealnym terenem do tego rodzaju przedsięwzięcia. Zgodnie z tymi założeniami w 1970 r. powstał plan utworzenia Tokijskiego Parku Marynistycznego, który w 1984 r. przekształcił się w konkretne plany Parku Kasai Rinkai (dosł.: Nadmorski Park Kasai).
Kompleks został oficjalnie otwarty 1 czerwca 1989 r. i jest stale rozbudowywany.

## Atrakcje
Park podzielony jest na kilka stref, w których można znaleźć różnorodne atrakcje.
- Teren bezpośrednio nadmorski z rezerwatem ptaków – obejmuje także dwie wyspy. Na jedną z nich, wyspę „zachodnią” (jap. 西なぎさ Nishi Nagisa), prowadzi most. Druga natomiast, „wschodnia” (jap. 東なぎさ Azuma Nagisa), zbudowana w 1994 r. jest niedostępna, gdyż stanowi siedlisko ptaków. Po stronie lądu znajduje się rozległy trawiasty teren. Na wyspie dla zwiedzających dostępna jest piaszczysta plaża. Władze parku nie zalecają zażywania kąpieli, jednak plaża jest miejscem do organizowania przyjęć na otwartym powietrzu. Obie wyspy są tworami sztucznymi, na budowę których zużyto ilość piasku mogącą wypełnić całe Tokyo Dome dwudziestokrotnie.

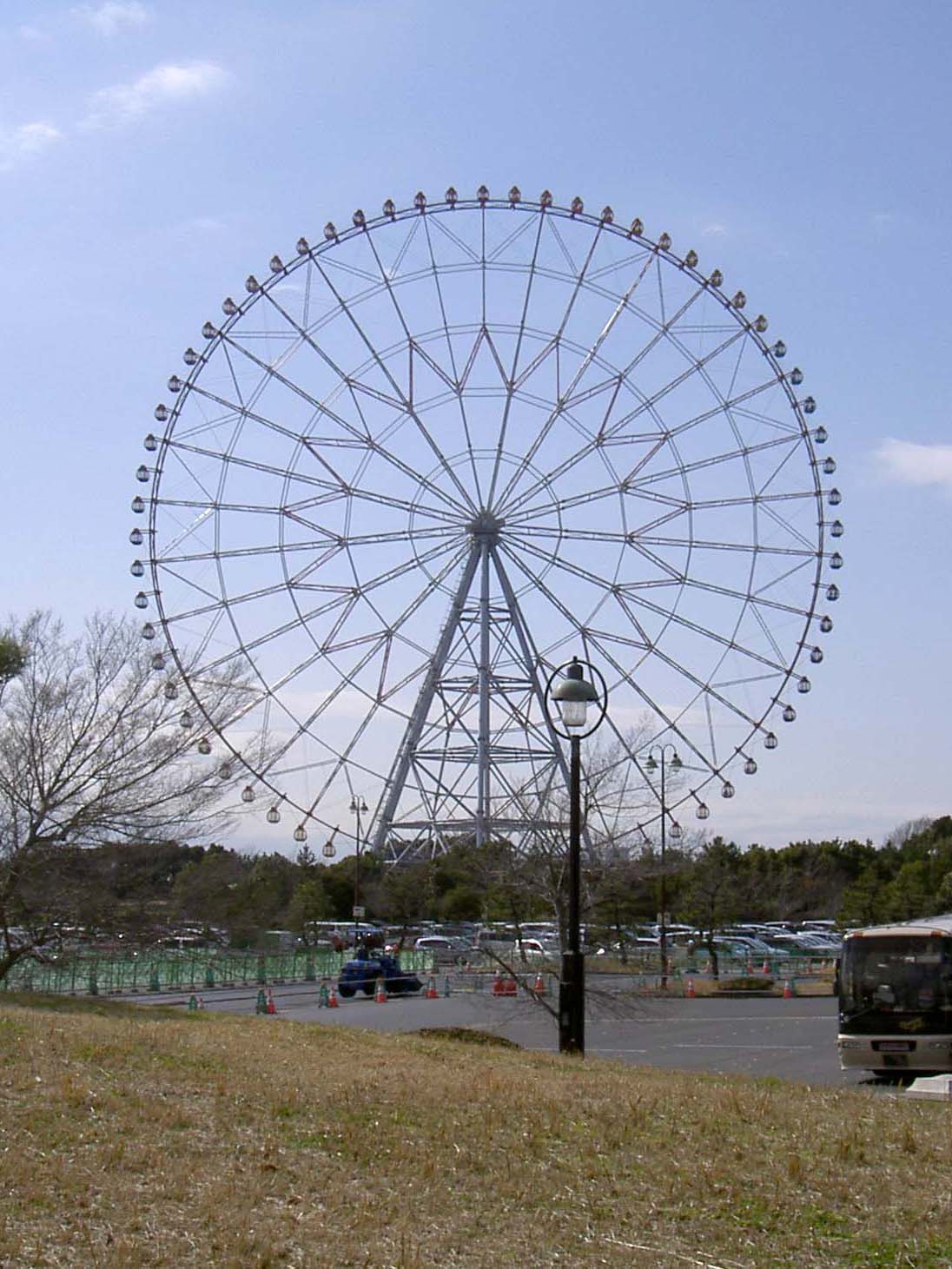
Diabelski młyn

- Diabelski młyn – ダイヤと花の大観覧車 (jap. Daiya to hana no daikanransha), czyli Diabelski Młyn Diamentu i Kwiatu. Nazwa koła pochodzi od motywu, jaki tworzą szprychy koła. Konstrukcja, wzniesiona w 2001 r., mierząca dokładnie 117 m wysokości i 111 m średnicy, jest jedną z głównych atrakcji Parku Kasai Rinkai. Brak wysokich budynków w bliskim sąsiedztwie parku daje rozległy widok na okolicę. Koło wyposażone jest w kolorowe światła zmieniające się w zależności od okazji i pory roku, np.: w okresie pojawiania się młodych liści przybiera kolor świeżej zieleni, a w pełni lata – morskiego błękitu[2].
- Morski park rozrywki z oceanarium i pingwinarium, znane pod nazwą Tōkyō-to Kasai Rinkai Suizoku-kan (jap. 東京都葛西臨海水族館). Zarządcą obiektu jest miasto, a głównym przekazem – konieczność zachowania naturalnej flory i fauny morskiej. W oceanarium znajduje się zbiornik wodny, w którym prezentowane są wybrane stworzenia morskie z całego świata, w tym m.in. tuńczyki. Atrakcyjną faunę morską można podziwiać w naturalnym otoczeniu podwodnym dzięki szybie panoramicznej. Na zewnątrz znajduje się otwarty basen umożliwiający przyjrzenie się pingwinom, które są tam hodowane[1].
- Taras widokowy Crystal View, zapewniający wygodne warunki podziwiania okolicy, nawet przy złej pogodzie. Budynek został zaprojektowany przez Yoshio Taniguchi.
- Dodatkowo na terenie parku znajdują się między innymi: kort tenisowy, boisko do gry w baseball, liczne ścieżki rowerowe, restauracja, trzy sklepy z pamiątkami, trzy stawy i pole do barbecue. W latach 2017–2019 tuż obok parku wybudowano sztuczny tor kajakarstwa górskiego na potrzeby Letnich Igrzysk Olimpijskich 2020.

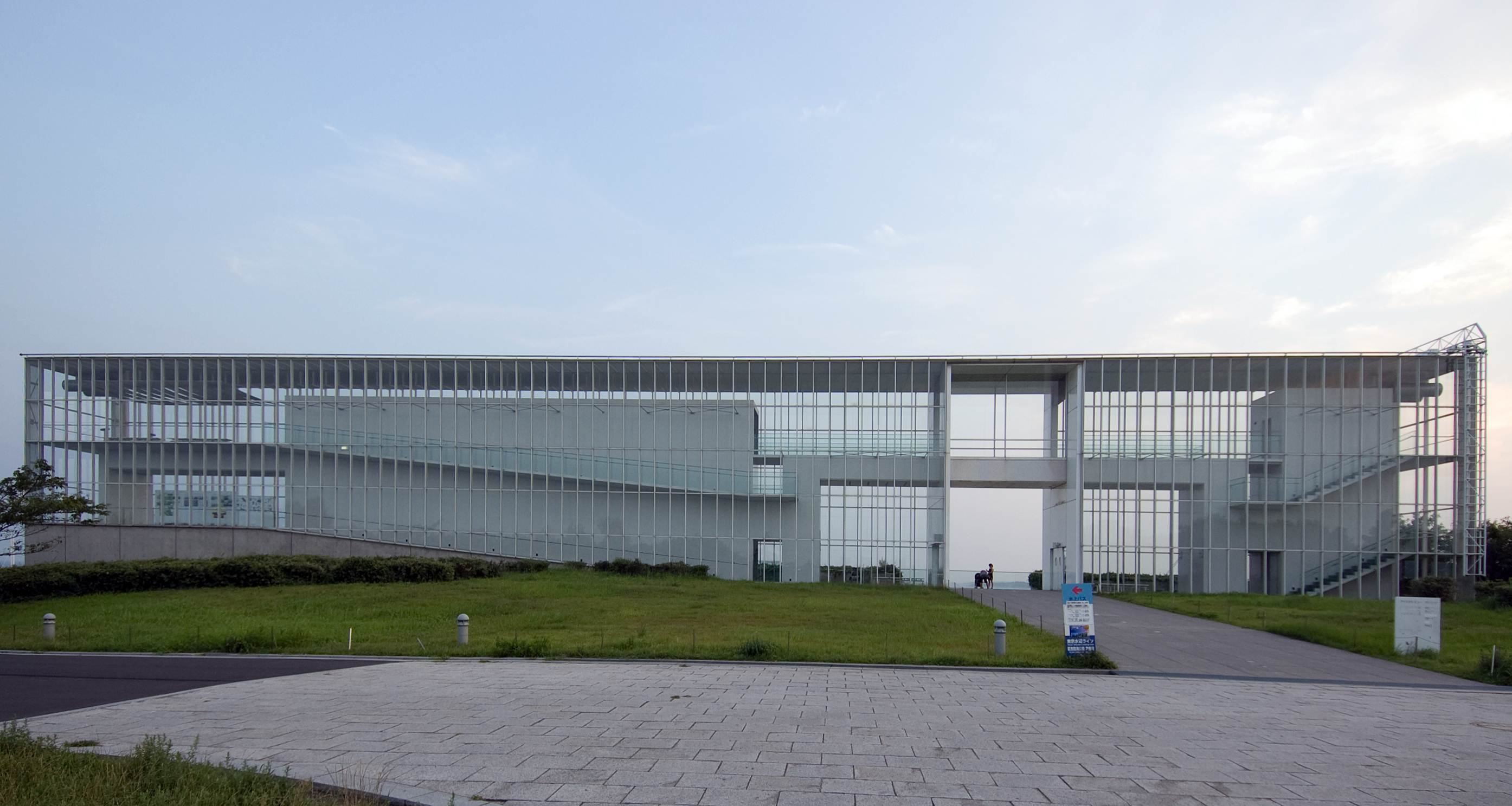
Taras widokowy w Parku Kasai Rinkai

## Wstęp i transport
Park jest otwarty od godziny 10:00 do 20:00, z wyjątkiem weekendów i nocy sylwestrowej, gdy diabelski młyn jest otwarty do godziny 21:00.
Wstęp na teren parku jest darmowy, ale na diabelski młyn i do oceanarium kosztuje 700 jenów.
Do parku (stacja: Kasai Rinkai Kōen) dochodzi m.in. linia JR Keiyō.